# Nornickel
Nornickel, ryska: Норникель, tidigare GMK Norilskij Nikel, ryska: ГМК Норильский никель, är ett ryskt multinationellt företag inom gruvdrift och metallförädling. 
Företaget bryter och förädlar främst koppar, nickel, palladium, platina, rodium men även guld, iridium, selen, silver och tellur. De är världens största producent av förfinad nickel och palladium. Nornickel har verksamheter i Australien, Finland, Kina, Ryssland, Schweiz, Storbritannien, Sydafrika och USA.
Nornickel grundades 1993 efter att ett presidentdekret signerades av Rysslands första president Boris Jeltsin.
Huvudkontoret ligger i Moskva. Företaget ägs bland annat av oligarkerna Vladimir Potanin (32,9%), Oleg Deripaska (27,8%) och Roman Abramovitj (1,7%).

## Miljöproblem
Nornickel är känt som ett av Rysslands mest miljöfarliga företag.
Företaget är världens största utsläppare av svaveldioxid.
Den 29 maj 2020 spillde Nornickel 20 000 ton dieselolja i marken och Ambarnajafloden i Ryssland. Läckan tystades ned och upptäcktes först när bilder på läckan började spridas på sociala medier. Världsnaturfonden har sagt att läckan är den näst värsta naturkatastrofen i Rysslands historia. Vladimir Putin utlyste federalt undantagstillstånd i området.
i juli 2014 släppte Nornickels nickelraffinaderi i Harjavalta västra Finland ut 66 ton nickel i Kumo älv. Det var den största kända nickelläckan i finsk historia. Efter läckan var nickelkoncentrationerna i floden 400 gånger normala nivåer.